# Museo del 4 de julio
El Museo del 4 de julio (en serbio: Музеј 4. јули; Muzej "4. juli") en Belgrado, Serbia era un museo ubicado en la casa donde los miembros del Comité Central del Partido Comunista de Yugoslavia decidieron alentar el levantamiento popular contra los ocupantes nazis de Yugoslavia el 4 de julio de 1941. Esa fecha se denominó más tarde el Día de combate, un día festivo en la República Socialista Federal de Yugoslavia.
Situado en el número 10 / A Bulevar Príncipe Alexander Karađorđević, el museo abrió sus puertas el 1 de mayo de 1950 y fue cerrado en 2003.
El edificio se caracteriza por una placa conmemorativa. Un llamado monumento titulado como la sublevación, fue esculpido por Vojin Bakić y adorna la parte delantera del edificio.